# Maxilă

Oasele craniului (în paranteză numele latin):
1. Osul frontal (Os frontale)
2. Osul parietal (Os parietale)
3. Osul nazal (Os nasale)
4. Osul etmoid (Os ethmoidale)
5. Osul lacrimal (Os lacrimale)
6. Osul sfenoid (Os sphenoidale)
7. Osul occipital (Os occipitale)
8. Osul temporal (Os temporale)
9. Osul zigomatic (Os zygomaticum)
10. Osul maxilar (Maxilla)
11. Mandibula (Mandibula)

Poziționarea maxilei în craniu

Maxila (Maxilla),  sau maxilarul (superior) este un os pereche și neregulat, situat în centrul feței, făcând parte din viscerocraniu. Are un corp (cu 4 fețe: anterioară, infratemporală, orbitară, nazală) și 4 procese (zigomatic, frontal, alveolar, palatin); conține sinusul maxilar și canale ce străbat maxila (canalul suborbitar, canale alveolare).
Fiecare maxilă este formată din două oase care s-au sudat în timpul dezvoltării embrionare: maxila propriu-zisă și osul incisiv (Os incisivum). Uneori, cele două părți pot fi separate prin sutura incisivă (Sutura incisiva) sau pot fi complet izolate (cheiloschizis sau buza de iepure). 

## Componentele
Corpul maxilei (Corpus maxillae) prezintă o bază și un vârf și are 4 fețe: 
- Fața anterioară (Facies anterior)
- Fața posterioară sau infratemporală (Facies infratemporalis)
- Fața superioară sau orbitară (Facies orbitalis)
- Fața nazală (Facies nasalis)

4 procese (apofize)
- Procesul zigomatic (Processus zygomaticus)
- Procesul frontal (Processus frontalis)
- Procesul alveolar (Processus alveolaris)
- Procesul palatin (Processus palatinus)

Structurile interioare:
- Sinusul maxilar (Sinus maxillaris)
- Canale ce străbat maxila:
  - Canalul suborbitar (Canalis infra-orbitalis)
  - Canale alveolare (Canalis alveolaris)

### CORPUL MAXILEI
Corpul maxilei (Corpus maxillae) este porțiunea centrală, globuloasă, a maxilei, având  forma unei piramide triunghiulare.
Corpul maxilei are o bază, un vârf, patru fețe (nazală, anterioară, infratemporală și orbitară) și trei margini (anterioară, posterioară și inferioară)

#### Fața anterioară (Facies anterior)
Fața anterioară (Facies anterior) este ușor concavă și situată anterolateral.
Ea prezintă: 
- gaura suborbitară (Foramen infraorbitale), aflate dedesubtul marginii orbitale - unde se deschide canalul infraorbital.
- fosa canină (Fossa canina) o mică depresiune aflată sub gaura suborbitară, în care își are originea mușchiul ridicător al unghiului gurii (musculus levator anguli oris)
- incizura sau scobitura nazală (Incisura nasalis) o scobitură concavă largă, semiovală aflată medial și anterior.  Incizurele nazale ale ambelor maxile participă la delimitarea aperturii piriforme (apertura piriformis) ce duce în cavitatea nazală.

#### Fața posterioară sau infratemporală (Facies infratemporalis)
Fața posterioară sau infratemporală (Facies infratemporalis) este concavă și rugoasă și privește posterolateral formând peretele anterior al fosei infratemporală (Fossa infratemporalis). Esre separată de fața anterioară prin  procesul zigomatic. În partea inferioară ea se articulează cu osul palatin și cu procesul pterigoid.
Pe fața posterioară se află :
- tuberozitatea maxilei (Tuber maxillae sau Eminentia maxillaris) o convexitate aflată pe partea inferioară a feței posterioare a maxilei
- orificii alveolare (Foramina alveolaria) în număr de 2-3 situate pe tuberozitatea maxilei. Orificiile alveolare se continuă în grosimea osului cu canalele alveolare (Canales alveolares) prin care trec ramurile nervoase și arteiale (rami alveolares superiores posteriores nervi maxillaris, arteria alveolaris superior posterior) pentru molari

### PROCESELE (APOFIZELE) MAXILEI

#### Procesul zigomatic (Processus zygomaticus)
Procesul zigomatic al maxilei (apofiza zigomatică a maxilarului) este o proeminență  laterală a maxilei, situată la partea de sus a unghiului format între fețele sale anterioară, posterioară și orbitală. Processus zygomaticus se articulează cu  osul zigomatic, formând sutura zigomatico-maxilară (Sutura zygomaticomaxilaris).

#### Procesul alveolar (Processus alveolaris)
Procesul alveolar al maxilei (apofiza alveolară a maxilarului) este situat în porțiunea inferioară a maxilei. Cu direcție în jos, de-a lungul marginii inferioare a maxilei, procesul alveolar prezintă o față externă convexă situată anterior și alta internă, concavă, situată posterior. 
Împreună cu apofiza alveolară, de partea opusă, formează arcada dentară superioară (arcus dentalis superior).
Marginea sa liberă descrie o curbă cu concavitate posterioară numită arcada alveolară (Arcus alveolaris), în care sînt săpate cavități numite alveole dentare (Alveoli dentales), pentru rădăcinile a opt dinți supriori. Alveolele dentare, despărțite între ele prin septuri interalveolare (Septa intralveolaria), se îngustează în profunzime. 
În alveolele dinților multiradiculari (molari) se văd și septuri interradiculare (Septa interradicularia) care separă rădăcinile acestor dinți. 
Pe fața anterioară (externă) a apofizei alveolare se văd reliefurile alveolelor dentare, proeminențile alveolare (Juga alveolaria); relieful cel mai pronunțat este determinat de canin.
Procesul alveolar lipsește la sugar, apare o dată cu dentiția și involuează la edentați.

## Funcții
Procesul alveolar al maxilei prezintă cavitățile de recepție pentru rădăcinile dinților, numite alveole dentare (Alveoli dentales).
Maxila  ia parte la formarea a trei cavității: 
- plafonului cavității bucale
- planșeului și peretelui lateral al foselor nazale
- planșeului orbitei

Parțial ia parte la formarea a două fose: infratemporală și pterigopalatină, și a două fisuri: orbitară inferioară și pterigomaxilară.

## Articulații
Maxila are articulații cu 9 oase:
- 2 oase ale neurocraniului: frontal și etmoid
- 7 oase ale viscerocraniului: maxila de partea opusă, zigomatic, lacrimal, oasele nazale, vomer, cornetul inferior, palatin